# Koompassia
Koompassia es un género de plantas con flores   perteneciente a la familia Fabaceae. Comprende 8 especies descritas y de estas, solo 3 aceptadas.

## Taxonomía
El género fue descrito por Paul Hermann Wilhelm Taubert y publicado en Hooker's Icones Plantarum 1873.

## Especies aceptadas
A continuación se brinda un listado de las especies del género Koompassia aceptadas hasta febrero de 2015, ordenadas alfabéticamente. Para cada una se indica el nombre binomial seguido del autor, abreviado según las convenciones y usos.	 
- Koompassia excelsa (Becc.) Taub.
- Koompassia grandiflora Kosterm.
- Koompassia malaccensis Benth.